# Claes-Christian Elert
Claes-Christian Elert, född 23 december 1923, död 7 november 2015, var en svensk språkvetare och professor emeritus. Elert var universitetslektor och docent vid Stockholms universitet  1961–1968. Mellan 1968 och 1969 arbetade han som gästprofessor vid University of Minnesota, Minneapolis, USA. Senare blev han professor i fonetik vid Umeå universitet (1969–1988). 
Gift 1948 med Kerstin Lövkvist, gymnasielärare i svenska och engelska.